# Рентенпфенніг
Рентенпфенніг (нім. rentenpfennig — розмінна монета Веймарської республіки введена в обіг 13 листопада 1923 року. 1 рентенпфеніг ділився на 1\100 рентної марки.

## Історія
див. Веймарська республіка також Рентна марка, Райхсмарка
Згідно постанови Міністра фінансів Веймарської республіки Ганса Лютера, 13 листопада 1923 року рентна марка стала повноцінною валютою республіки. 1 рентна марка розмінювалася на 100 рентенпфеннігів. У Веймарскій республіці функціонували декілька монетних дворів, які позначалися літерами на монетах: A — Берлінський монетний двір, D — Мюнхен, E — Мульденхюттен, F — Штутгарт, G — Карлсруе, J — Гамбург. Відомі монети номіналами: 1, 2, 5, 10 та 50 рентенпфеннігів. 50 рентенпфеннігів через велику кількість підробок, було демонтовано 1 грудня 1929 року. В обігу знаходилися також райхсмарка, та обігові монети райхспфеніги Веймарської республіки грошової реформи 1924 року. Моделлю номіналам в 1, 2, 5, 10 та 50 райхспфеннігів послугував дизайн рентенпфеннігів.

## Монети
- 1 рентенпфеніг. Роки карбування: 1923-1924. Монетні двори: A, D, E, F, G, J
- 2 рентенпфеніга. Роки карбування: 1923-1924. Монетні двори: A, D, E, F, G, J
- 5 рентенпфеніг. Роки карбування: 1923-1924. Монетні двори: A, D, E, F, G, J
- 10 рентенпфеннігів. Роки карбування: 1923-1925. Монетні двори: A, D, E, F, G, J
- 50 рентенпфеннігів. Роки карбування: 1923-1924. Монетні двори: A, D, E, F, G, J

| Аверс | Реверс | Номінал            | Діаметр, мм | Вага, гр. | Гурт        | Метал                             | Рік карбування | Тираж |
| ----- | ------ | ------------------ | ----------- | --------- | ----------- | --------------------------------- | -------------- | --- |
|       |        | 1 рентенпфенніг    | 17,5        | 2         | гладкий     | 95 % міді, 4 % олова та 1 % цинку | 1923—1924      | 1923 (A) — 12628587, 1923-1924 (D) — 17539787, 1923 (E) — 2200000, 1923-1924 (F) — 10346703, 1923-1924 (G) — 7366428, 1923 (J) — 1470000; 1924 (A) — 55273481, 1924 (E) — 6838000, 1924 (J) — 11024385                       |
|       |        | 2 рентенпфенніги   | 20          | 3,33      | гладкий     | 95 % міди, 4 % олова та 1 % цинку | 1923—1924      | 1923 (A) — 8587390, 1923 (D) — 1489869, 1923-1924 (F) — 14968933, 1923-1924 (G) — 1038945, 1923-1924 (J) — 21196000; 1924 (A) — 80864443, 1924 (D) — 19899351, 1924 (E) — 10547000                                           |
|       |        | 5 рентенпфеннігів  | 18          | 2,5       | 84 зарубки  | 91,5 % міді, 8,5 % алюмінію       | 1923—1924      | 1923 (A) — 3083075, 1924 (A) — 171965942, 1923-1924 (D) — 31162741, 1923-1924 (E) — 12206000, 1923-1924 (F) — 29031725, 1923-1924 (G) — 19216809}}, 1923-1924 (J) — 32332435                                                 |
|       |        | 10 рентенпфеннігів | 21          | 4         | 90 зарубок  | 91,5 % міді, 8,5 % алюмінію       | 1923—1925      | 1923-1924 (A) — 169956017, 1923-1924 (D) — 33893698, 1923-1924 (F) — 42237299, 1923-1924 (G) — 18758277, 1924 (E) — 18679000, 1924 (J) — 33928168, 1925 (F) — 12500                                                          |
|       |        | 50 рентенпфеннігів | 24          | 5         | 140 зарубок | 91,5 % міді, 8,5 % алюмінію       | 1923—1924      | 1923 (A) — 450861, 1923 (D) — 191865, 1923 (F) — 120000, 1923 (G) — 120000}}, 1923 (J) — 4000, 1924 (A) — 117364604, 1924 (D) — 30970627, 1924 (E) — 14668000, 1924 (F) — 21968181, 1924 (G) — 13348957, 1924 (J) — 17779252 |